# Il regno di Ga'Hoole - La leggenda dei guardiani
Il regno di Ga'Hoole - La leggenda dei guardiani (Legend of the Guardians: The Owls of Ga'Hoole) è un film d'animazione del 2010 diretto da Zack Snyder.
Il film si basa sulla saga letteraria fantasy per ragazzi I guardiani di Ga'Hoole, scritta da Kathryn Lasky e illustrata da Richard Cowdry. Molti attori britannici e australiani, tra cui Jim Sturgess, Geoffrey Rush, Hugo Weaving, Sam Neill e Helen Mirren, hanno prestato le voci ai vari personaggi del film.

## Trama
Soren, un giovane barbagianni, vive nel regno della foresta di Tyto con la sua famiglia. A Soren piace ascoltare le storie di suo padre sui "Guardiani di Ga'Hoole", valorosi gufi guerrieri che combatterono contro le forze del male, in particolare contro i malvagi Puri (una fazione di gufi che vuole dominare tutti i regni dei gufi con la forza). Kludd, il fratello maggiore di Soren, diventa geloso di Soren dopo che gli è stato insegnato a volare e lo spinge giù da un ramo, facendoli cadere entrambi a terra. I fratelli vengono rapiti da Jatt e Jutt, due gufi comuni cugini che lavorano per i Puri, e portati all'Accademia per Gufi Orfani Sant'Aegolius.
La regina dei Puri, Nyra, annuncia che i gufi diventeranno soldati o estrattori (gufi che setacciano i boli di altri gufi per trovano i "frammenti", pezzi di metallo magnetico che vengono utilizzati per costruire una superarma). Mentre Kludd diventa un soldato, Soren e una femmina di gufo elfo di nome Gylfie diventano raccoglitori e vengono sottoposti a un processo di lavaggio del cervello chiamato "Abbaglio lunare", ma resistono. Un maschio di civetta capogrosso di nome Grimble insegna loro a volare e dice loro di trovare il Grande Albero di Ga'Hoole, ma Nyra lo scopre e lo uccide. Soren e Gylfie scappano e presto incontrano altri due gufi: un maschio di civetta delle tane di nome Digger e un allocco della Lapponia di nome Twilight. Nella loro cavità, Soren si riunisce con la signora P, un'anziana serpe cieca che è la domestica della sua famiglia. Accetta di andare con loro e trovare i Guardiani.
I gufi volano verso il mare di Hoolemere e raggiungono il leggendario santuario dei Guardiani, custodito da un'echidna oracolare che aiuta i gufi a trovare l'Isola di Ga'Hoole. Durante il volo, la banda incontra una feroce tempesta di neve e le ali di Digger si congelano, facendolo cadere in mare, ma vengono salvati dai due gufi delle nevi Boron e Barran, il re e la regina dei Guardiani. Conducono il gruppo al Grande Albero di Ga'Hoole, dove Soren racconta ai Guardiani i piani dei Puri. Boron invia un allocco della Lapponia chiamato Allomere con due esploratori per indagare su Sant'Egolius.
I gufi restano a lungo sull'Albero di Ga'Hoole dove iniziano il loro tirocinio per diventare guardiani e vengono affiancati da una giovane femmina di gufo di palude chiamata Otulissa. Un giorno, Soren scopre che Ezylryb, un vecchio assiolo delle redini e suo insegnante, è in realtà Lyze di Kiel, il leggendario guardiano che anni fa aveva combattuto e sconfitto Metal Beak, leader dei Puri e compagno di Nyra. Allomere ritorna dalla sua missione di esplorazione con la notizia che i suoi due gregari sono stati uccisi in un'imboscata. Riporta due gufetti sottoposti all'Abbaglio lunare, una delle quali è la sorella minore di Soren, Eglantine. I Guardiani si preparano alla battaglia e volano verso Sant'Egolio. Quando finalmente esce dalla trance, Eglantine dice a Soren che è stato Kludd a farle gli occhi lucidi e a darla ad Allomere, confermando che Allomere è un traditore e che i Guardiani stanno effettivamente volando in una trappola. I gufi tornano a Sant'Aegolius dove trovano Metal Beak che tiene prigionieri i Guardiani in una macchina alimentata dai frammenti e sorvegliata da pipistrelli, immuni agli effetti dei frammenti.
Mentre Twilight, Gylfie e Digger respingono i pipistrelli inviati da Metal Beak, Soren si fa strada attraverso un incendio nella foresta e riesce a disattivare la trappola delle macchie. Al ritorno, vede Kludd, che lo attacca. Soren è scioccato dal fatto che suo fratello sia un Puro, ma Kludd, ossessionato dalla gloria, gli dice che i Puri credono davvero in lui in un modo che non ha mai provato prima. I fratelli combattono finché Kludd non cade nel fuoco sottostante. Soren raggiunge Ezylryb, impegnato in uno scontro impari con Metal Beak e Nyra. Dopo un violento combattimento, Soren afferra un ramo infuocato e pugnala a morte Metal Beak, costringendo Nyra a ritirarsi con i restanti Puri.
Quando tornano all'albero, Soren, Gylfie, Digger e Twilight vengono iniziati come nuovi guardiani. Più tardi, Soren racconta la storia a un gruppo di gufi, rivelando che Nyra è ancora là fuori e che il corpo di Kludd non è mai stato recuperato. Il film si conclude con i gufi che volano via in un'altra tempesta.

## Personaggi
- Soren, doppiato da Jim Sturgess: un barbagianni, è il protagonista che ama raccontare le storie dei Guardiani.
- Kludd, doppiato da Ryan Kwanten: un barbagianni, è il fratello maggiore geloso e amareggiato di Soren che diventa un soldato dei Puri.
- Gylfie, doppiata da Emily Barclay: un gufo elfo, che stringe subito amicizia con Soren. Diventerà il navigatore del gruppo.
- Digger, doppiato da David Wenham: un maschio di civetta delle tane migliore amico di Twilight che diventa anche amico di Soren e Gylfie. Fa spesso battute stupide, ma è molto coraggioso.
- Twilight, doppiato da Anthony LaPaglia: un grande allocco della Lapponia migliore amico di Digger che diventa anche amico di Soren e Gylfie. Si considera poeta quanto guerriero, infatti è molto bravo a suonare il suo liuto, ma è un cantante pessimo.
- Signora P, doppiata da Miriam Margolyes: un'anziana femmina di "serpe cieca" e balia della famiglia di Soren.
- Eglantine, doppiata da Adrienne DeFaria: una piccola barbagianni, è sorella minore di Kludd e Soren.
- Metal Beak, doppiato da Joel Edgerton: un barbagianni fuligginoso, è il leader dei Puri e compagno di Nyra. Il suo nome deriva dalla maschera di metallo che copre il suo becco, strappatogli via in battaglia da Ezylryb.
- Nyra, doppiata da Helen Mirren: una barbagianni, è la regina dei Puri.
- Grimble, doppiato da Hugo Weaving: un maschio di civetta capogrosso, che insegna a Soren e Gylfie a volare per fuggire da Sant. Aegolius.
- Ezylryb / Lyze di Kiel, doppiato da Geoffrey Rush: un assiolo delle redini, è il leggendario leader soldato in pensione dei Guardiani di Ga'Hoole, l'idolo di Soren.
- Boron, doppiato da Richard Roxburgh: un gufo delle nevi, è il re di Ga'Hoole e leader dei Guardiani.
- Barran, doppiata da Deborra-Lee Furness: un gufo delle nevi, è la regina di Ga'Hoole e compagna di Boron.
- Otulissa, doppiata da Abbie Cornish una femmina di gufo di palude (nel libro è un allocco maculato), è residente del Grande Albero di Ga'Hoole per il quale Soren sviluppa una cotta a prima vista.
- Strix Struma, doppiata da Sacha Horler: un gufo di palude (anche lei nel libro è un allocco maculato), è una Guardiana.
- Bubo, doppiato da Bill Hunter: un gufo della Virginia, è un Guardiano e fabbro del Grande Albero di Ga'Hoole.
- Allomere, doppiato da Sam Neill: un allocco della Lapponia, è membro dei Guardiani. Si scopre essere un traditore a cui Metal Beak aveva promesso il dominio dell'albero di Ga'Holle e dei regni dell'Ovest. Viene ucciso dai pipistrelli dei Puri come punizione per non avere consegnato tutti i guardiani come pattuito.
- Jatt e Jutt, doppiati da Leigh Whannell e Angus Sampson: due gufi comuni cugini che servono i Puri come addetti alla cattura di giovani gufi e alla supervisione dei lavori nel Bolarium. Spesso si distraggono vantandosi e adulandosi a vicenda delle loro espressioni e frasi minacciose.
- Noctus, doppiato da Hugo Weaving: un barbagianni, è il padre di Kludd, Soren ed Eglantine.
- Marilla, doppiata da Essie Davis: una barbagianni, è la madre di Kludd, Soren ed Eglantine.
- Echidna, doppiato da Barry Otto: un'echidna (nell'adattamento italiano, un istrice) che aiuta la banda ad arrivare a Ga'Hoole. Sostiene di essere un veggente, ma Gylfie non sembra convinta.

## Produzione
La Warner Bros. ha acquistato i diritti della serie I guardiani di Ga'Hoole nel 2005. Lo studio ha avuto subito l'intenzione di adattare la serie come un film d'animazione. Il film è una co-produzione tra Stati Uniti (Warner. Bros.) e Australia (Village Roadshow Pictures), con la collaborazione della società di effetti visivi digitali Animal Logic, la stessa che si è occupata dell'animazione di Happy Feet.
Il film contiene anche il singolo di Owl City To The Sky.
La produzione è iniziata in Australia nel mese di febbraio 2009.

## Distribuzione
L'uscita del film nelle sale cinematografiche statunitensi è stata il 24 settembre 2010, mentre in Italia è uscito il 29 ottobre dello stesso anno. Il primo trailer è stato distribuito il 4 marzo 2010, prima della visione di Alice in Wonderland di Tim Burton.
Il trailer è accompagnato dal singolo Kings and Queens dei Thirty Seconds to Mars.

## Accoglienza

### Critica
Il film ha ricevuto recensioni miste dalla critica. Il sito aggregatore di recensioni Rotten Tomatoes riporta che il 52% delle 134 recensioni professionali ha dato un giudizio positivo sul film, con un voto medio di 5,7 su 10. Il consenso critico del sito recita: "Il tono cupo e la grafica abbagliante di Il regno di Ga'Hoole devono essere ammirati, anche se alla fine vengono delusi da una storia che non è mai all'altezza del suo pieno potenziale". Su Metacritic il film detiene un punteggio medio di 53 su 100, basato sul parere di 21 critici, indicando "recensioni miste o medie".